# Um Ano Inesquecível - Inverno
Um Ano Inesquecível - Inverno é um filme de Comédia dramática brasileiro, produzido pela Panorâmica Filmes com distribuição da Prime Video, fazendo parte da primeira franquia de filmes Um Ano Inesquecível. É baseado no conto Enquanto a Neve Cair (Paula Pimenta) do bestseller Um Ano Inesquecível, das escritoras Thalita Rebouças, Bruna Vieira,Babi Dewet e Paula Pimenta lançado em 2015. O filme estreou em 16 de junho de 2023 no Prime Video.

## Sinopse
Filme acompanha Mabel (Maitê Padilha), garota que quer passar os últimos momentos antes da formatura viajando com os amigos de infância, mas o inverno chegou mais cedo para atrapalhar os planos. A protagonista fica furiosa ao ser forçada para viajar para uma estação de esqui no Chile com os pais. Porém, no local enfrenta os sentimentos mais profundos, e encontra um novo amor e descobre a verdadeira identidade.

## Elenco
- Maitê Padilha como Mabel Fontes
- Michel Joelsas como Benjamim
- Letícia Spiller como Flávia Fontes
- Marcelo Laham como Nando Fontes
- Miguel Trajano como Dudu Fontes
- João Manoel como Adriano
- Catariana de Carvalho como Renata
- Guilherme Terreri como Glauco
- Larissa Murai como Julia
- Lummy Kin como Vera
- Victorinha como Malu
- Giulia Nassa como Magê
- Lívia Inhudes como Flávia Torres (Inha)